# Hammarby Idrottsförening Fotboll 2025
Questa voce raccoglie le informazioni riguardanti l'Hammarby Idrottsförening, meglio conosciuto come Hammarby IF o semplicemente Hammarby, nelle competizioni ufficiali della stagione 2025.

## Maglie e sponsor
Per la stagione 2025 lo sponsor tecnico è Craft, mentre il main sponsor sulla maglia è Projob.
| Casa | Trasferta |  |

## Rosa
Dati aggiornati al 15 agosto 2025.
| N. |                      | Ruolo | Calciatore         |
| -- | -------------------- | ----- | ------------------ |
| 1  | Suriname (bandiera)  | P     | Warner Hahn        |
| 2  | Svezia (bandiera)    | D     | Hampus Skoglund    |
| 3  | Danimarca (bandiera) | D     | Frederik Winther   |
| 4  | Svezia (bandiera)    | D     | Victor Eriksson    |
| 5  | Svezia (bandiera)    | C     | Tesfaldet Tekie    |
| 6  | Svezia (bandiera)    | C     | Pavle Vagić        |
| 7  | Svezia (bandiera)    | A     | Paulos Abraham     |
| 8  | Svezia (bandiera)    | C     | Markus Karlsson    |
| 9  | Svezia (bandiera)    | A     | Jusef Erabi        |
| 11 | Svezia (bandiera)    | C     | Oscar Johansson    |
| 13 | Svezia (bandiera)    | D     | Jonathan Karlsson  |
| 14 | Svezia (bandiera)    | C     | Dennis Collander   |
| 16 | Svezia (bandiera)    | A     | Wilson Uhrström    |
| 17 | Guinea (bandiera)    | D     | Ibrahima Fofana    |
| 18 | Tunisia (bandiera)   | A     | Sebastian Tounekti |
| 19 | Suriname (bandiera)  | D     | Shaquille Pinas    |

| N. |                           | Ruolo | Calciatore         |
| -- | ------------------------- | ----- | ------------------ |
| 20 | Svezia (bandiera)         | C     | Nahir Besara ()    |
| 21 | Svezia (bandiera)         | D     | Simon Strand       |
| 22 | Svezia (bandiera)         | C     | Jacob Ouro Ortmark |
| 23 | Norvegia (bandiera)       | A     | Denzel Okeke       |
| 24 | Svezia (bandiera)         | D     | Kingsley Gyamfi    |
| 26 | Iraq (bandiera)           | A     | Montader Madjed    |
| 27 | Svezia (bandiera)         | P     | Felix Jakobsson    |
| 28 | Ghana (bandiera)          | C     | Frank Adjei        |
| 29 | Costa d'Avorio (bandiera) | A     | Moïse Kaboré       |
| 31 | Svezia (bandiera)         | C     | Jardell Kanga      |
| 32 | Ghana (bandiera)          | A     | Bernard Acheampong |
| 34 | Svezia (bandiera)         | A     | Wilson Lindberg    |
| 39 | Svezia (bandiera)         | D     | Emil Reyes Rigö    |
| 40 | Svezia (bandiera)         | C     | Adrian Lahdo       |
| 18 | Svezia (bandiera)         | A     | Adam Akimey        |
| 23 | Svezia (bandiera)         | A     | Abdelrahman Boudah |

## Calciomercato
Dati aggiornati al 3 luglio 2025.

### Sessione invernale
| Acquisti         | Acquisti                   | Acquisti       | Acquisti                   |
| R.               | Nome                       | da             | Modalità                   |
| ---------------- | -------------------------- | -------------- | -------------------------- |
| A                | Paulos Abraham             | Groningen      | definitivo (1,3 milioni €) |
| A                | Sebastian Tounekti         | Haugesund      | definitivo (1,2 milioni €) |
| A                | Elohim Kaboré              | ASEC Mimosas   | definitivo (780 mila €)    |
| P                | Felix Jakobsson            | Sandvikens IF  | definitivo (svincolato)    |
| C                | Jacob Ouro Ortmark         | IFK Norrköping | definitivo (?)             |
| D                | Jonathan Karlsson          | Sandvikens IF  | definitivo (?)             |
| A                | Bernard Acheampong         | AsanSka        | definitivo (?)             |
| A                | Viktor Djukanović          | Standard Liegi | rientro prestito           |
| A                | Abdelrahman Boudah         | Västerås SK    | rientro prestito           |
| C                | Marcus Rafferty            | Aalesund       | rientro prestito           |
| C                | Alper Demirol              | Skövde AIK     | rientro prestito           |
| D                | Anton Kralj                | GIF Sundsvall  | rientro prestito           |
| P                | Sebastian Selin            | Åsane          | rientro prestito           |
| D                | Kingsley Gyamfi            | EIF            | rientro prestito           |
| C                | Mamane Amadou Sabo         | IFK Mariehamn  | rientro prestito           |
| Altre operazioni |                            |                |                            |
| R.               | Nome                       | da             | Modalità                   |
| A                | Keyano Marrah              | IFK Stocksund  | definitivo (?)             |
| A                | Milian Öberg               | Malmö FF       | definitivo (?)             |
| C                | Björn Hedlöf               | Täby FK        | definitivo (?)             |
| P                | Elton Fischerström Opancar |                | aggregato dalle giovanili  |
| A                | Adam Akimey                |                | aggregato dalle giovanili  |
| C                | Adrian Lahdo               |                | aggregato dalle giovanili  |
| A                | Wilson Lindberg            |                | aggregato                  |

| Cessioni         | Cessioni                   | Cessioni            | Cessioni                   |
| R.               | Nome                       | a                   | Modalità                   |
| ---------------- | -------------------------- | ------------------- | -------------------------- |
| A                | Bazoumana Touré            | Hoffenheim          | definitiva (10 milioni €)  |
| C                | Divine Teah                | Slavia Praga        | definitiva (3,5 milioni €) |
| C                | Fredrik Hammar             | Malines             | definitiva (1 milione €)   |
| A                | Sebastian Clemmensen       | IFK Göteborg        | definitiva (620 mila €)    |
| C                | Marcus Rafferty            | Degerfors           | definitiva (261 mila €)    |
| C                | Alper Demirol              |                     | svincolato                 |
| D                | Anton Kralj                |                     | svincolato                 |
| C                | Mads Fenger                |                     | svincolato                 |
| D                | Marc Llinares              | Śląsk Breslavia     | definitiva (?)             |
| P                | Davor Blažević             | Brommapojkarna      | definitiva (?)             |
| P                | Sebastian Selin            | Åsane               | definitiva (?)             |
| A                | Viktor Djukanović          | DAC Dunajská Streda | prestito                   |
| D                | Kingsley Gyamfi            | Öster               | prestito                   |
| C                | Mamane Amadou Sabo         | Skënderbeu          | prestito                   |
| C                | Björn Hedlöf               | Hammarby TFF        | prestito                   |
| Altre operazioni |                            |                     |                            |
| R.               | Nome                       | a                   | Modalità                   |
| D                | Casper Eklund              | Hammarby TFF        | prestito                   |
| A                | Keyano Marrah              | Hammarby TFF        | prestito                   |
| P                | Elton Fischerström Opancar | Hammarby TFF        | prestito                   |
| A                | Milian Öberg               | Hammarby TFF        | prestito                   |
| C                | Björn Hedlöf               | Hammarby TFF        | prestito                   |

### Sessione estiva
| Acquisti         | Acquisti            | Acquisti           | Acquisti                        |
| R.               | Nome                | da                 | Modalità                        |
| ---------------- | ------------------- | ------------------ | ------------------------------- |
| A                | Denzel Okeke        | KFUM               | definitivo (540 mila €)         |
| D                | Yusei Shima         | Ehime              | definitivo (355 mila €)         |
| C                | Frank Adjei         | IFK Värnamo        | definitivo (500 mila €)         |
| D                | Kingsley Gyamfi     | Öster              | rientro prestito                |
| C                | Mamane Amadou Sabo  | Skënderbeu         | rientro prestito                |
| Altre operazioni |                     |                    |                                 |
| R.               | Nome                | da                 | Modalità                        |
| A                | Odera Samuel Adindu | Future Pro Academy | definitivo (?)                  |
| A                | Saah Moses Jr.      | Discoveries        | definitivo (?)                  |
| A                | Saidou Alioum       | Omonia             | rientro prestito                |
| C                | Jardell Kanga       | Ilves              | rientro prestito                |
| C                | Gent Elezaj         | Hammarby TFF       | aggregato dalla squadra riserve |

| Cessioni         | Cessioni            | Cessioni        | Cessioni                     |
| R.               | Nome                | a               | Modalità                     |
| ---------------- | ------------------- | --------------- | ---------------------------- |
| A                | Abdelrahman Boudah  | Albirex Niigata | definitiva (625 mila €)      |
| D                | Kingsley Gyamfi     | Öster           | definitiva (180 mila €)      |
| C                | Mamane Amadou Sabo  | Javor Ivanjica  | definitiva (?)               |
| D                | Yusei Shima         | Hammarby TFF    | prestito (squadra giovanile) |
| Altre operazioni |                     |                 |                              |
| R.               | Nome                | a               | Modalità                     |
| A                | Saidou Alioum       | IFK Göteborg    | definitiva (?)               |
| C                | Jardell Kanga       | Ilves           | definitiva (?)               |
| C                | Gent Elezaj         | Landskrona BoIS | definitiva (?)               |
| A                | Odera Samuel Adindu | Hammarby TFF    | prestito (squadra giovanile) |
| A                | Saah Moses Jr.      | Hammarby TFF    | prestito (squadra giovanile) |

## Risultati
Dati aggiornati al 17 agosto 2025.

### Allsvenskan
| Arbitro: | Oscar Johnson |

|                                                          |           |  |
| M. Karlsson 21’ J. Erabi 42’ N. Besara 73’ S. Strand 85’ | Marcatori |  |

| Arbitro: | Glenn Nyberg |

|  |           |                              |
|  | Marcatori | 55’ S. Pinas 90+2’ N. Besara |

| Arbitro: | Kristoffer Karlsson |

|                            |           |  |
| J. Erabi 41’ A. Boudah 83’ | Marcatori |  |

| Arbitro: | Fredrik Klitte |

|                                                 |           |               |
| H. Johansson 7’ N. Røjkjær 33’ L. Thorell 45+1’ | Marcatori | 17’ M. Madjed |

| Arbitro: | Mohammed Al-Hakim |

|                                 |           |  |
| S. Tounekti 74’ M. Karlsson 85’ | Marcatori |  |

| Arbitro: | Granit Maqedonci |

|                 |           |               |
| S. Andersen 87’ | Marcatori | 90’ M. Kaboré |

| Arbitro: | Richard Sundell |

|  |           |                                            |
|  | Marcatori | 23’ P. Abraham 28’ N. Besara 42’ N. Besara |

| Arbitro: | Victor Wolf |

|               |           |                      |
| M. Madjed 33’ | Marcatori | 15’ Í. Sigurgeirsson |

| Arbitro: | Adi Aganovic |

|                                             |           |                            |
| V. Eriksson 11’ N. Besara 55’ A. Boudah 71’ | Marcatori | 5’ N. Milleskog 68’ R. Ure |

| Solna 18 maggio 2025, ore 14:00 CEST 10ª giornata | AIK               | 0 – 0 referto | Hammarby | Strawberry Arena (47 727 spett.)\| Arbitro: \| Mohammed Al-Hakim \| |
| Arbitro:                                          | Mohammed Al-Hakim |               |          |                                                                     |

| Arbitro: | Oscar Johnson |

|               |           |                                 |
| M. Madjed 43’ | Marcatori | 21’ L. Thorell 65’ A. Johansson |

| Arbitro: | Mohammed Al-Hakim |

|               |           |  |
| N. Besara 61’ | Marcatori |  |

| Arbitro: | Victor Wolf |

|  |           |                             |
|  | Marcatori | 52’ S. Strand 82’ A. Boudah |

| Arbitro: | Granit Maqedonci |

|                               |           |  |
| N. Besara 30’ S. Tounekti 59’ | Marcatori |  |

| Arbitro: | Fredrik Klitte |

|                 |           |  |
| M. Kaboré 90+1’ | Marcatori |  |

| Arbitro: | Adam Ladebäck |

|                                                    |           |                                   |
| I. Diabate 30’ I. Diabate 60’ (rig.) A. Boudri 81’ | Marcatori | 52’ A. Boudah 85’ (rig.) J. Erabi |

| Arbitro: | Glenn Nyberg |

|                                                     |           |                                   |
| N. Besara 54’ K. Ackermann 72’ (aut.) M. Madjed 76’ | Marcatori | 43’ A. Jakobsen 45+7’ A. Jakobsen |

| Arbitro: | Joakim Östling |

|                                 |           |                                               |
| N. Shamoun 14’ M. Antonsson 32’ | Marcatori | 4’ S. Pinas 68’ (rig.) N. Besara 78’ J. Erabi |

| Arbitro: | Richard Sundell |

|  |           |                             |
|  | Marcatori | 51’ N. Besara 64’ I. Fofana |

| Arbitro: | Oscar Johnson |

|               |           |                                        |
| N. Besara 15’ | Marcatori | 12’ (rig.) H. Ibrahim 88’ E. Bećirović |

| Uppsala 24 agosto 2025, ore 14:00 CEST 21ª giornata | Sirius | – referto | Hammarby | Studenternas |

| Stoccolma 31 agosto 2025, ore 16:30 CEST 22ª giornata | Hammarby | – referto | Öster | 3Arena |

| Stoccolma 14 settembre 2025, ore 14:00 CEST 23ª giornata | Djurgården | – referto | Hammarby | 3Arena |

| Stoccolma 21 settembre 2025, ore 14:00 CEST 24ª giornata | Hammarby | – referto | Häcken | 3Arena |

| Halmstad 28 settembre 2025, ore 14:00 CEST 25ª giornata | Halmstad | – referto | Hammarby | Örjans Vall |

| Göteborg 5 ottobre 2025, ore 14:00 CEST 26ª giornata | IFK Göteborg | – referto | Hammarby | Gamla Ullevi |

| Stoccolma 19 ottobre 2025, ore --:-- CEST 27ª giornata | Hammarby | – referto | AIK | 3Arena |

| Malmö 26 ottobre 2025, ore --:-- CEST 28ª giornata | Malmö FF | – referto | Hammarby | Eleda Stadion |

| Degerfors 2 novembre 2025, ore --:-- CET 29ª giornata | Degerfors | – referto | Hammarby | Stora Valla |

| Stoccolma 9 novembre 2025, ore --:-- CEST 30ª giornata | Hammarby | – referto | Elfsborg | 3Arena |

### Svenska Cupen 2024-2025
L'Hammarby continua la sua partecipazione alla Svenska Cupen 2024-2025 (a cui ha iniziato a partecipare dalla stagione precedente) con la disputa della fase a gironi. Dal sorteggio, che si è tenuto il 3 dicembre 2024, l'Hammarby è stato aggregato nel Gruppo 2, insieme a Stockholm Internazionale, Kalmar e Varbergs.

#### Fase a gironi (Gruppo 2)

##### Risultati
| Arbitro: | Mohammed Al-Hakim |

|                |           |                      |
| P. Abraham 19’ | Marcatori | 65’ K. Appiah Nyarko |

| Arbitro: | Tess Olofsson |

|  |           |                                             |
|  | Marcatori | 65’ J. Erabi 70’ P. Abraham 90+6’ A. Boudah |

| Arbitro: | Victor Wolf |

|                                  |           |                 |
| P. Abraham 20’ S. Tounekti 45+2’ | Marcatori | 13’ A. Olusanya |

Classificandosi al 1° posto del Gruppo 2, l'Hammarby si è qualificato ai quarti di finale di Svenska Cupen 2024-2025.

#### Quarti di finale
Dal sorteggio della fase finale, effettuato il 3 marzo 2025, l'Hammarby è stato accoppiato per i quarti di finale al Göteborg.
| Arbitro: | Fredrik Klitte |

|                                                               |           |  |
| T. Heintz 25’ E. Markovic 33’ E. Markovic 72’ E. Markovic 82’ | Marcatori |  |

Con la sconfitta subita dal Göteborg per 4-0, l'Hammarby è stato eliminato ai quarti di finale della Svenska Cupen 2024-2025.

### Svenska Cupen 2025-2026
Come tutte le squadre appartenenti alla Allsvenskan, l'Hammarby comincerà la sua partecipazione alla Svenska Cupen 2025-26 a partire dal secondo turno. 

#### Secondo turno
Dal sorteggio del secondo turno, effettuato l'8 luglio 2025, l'Hammarby è stato accoppiato al Korsnäs.

##### Risultati
| Arbitro: | Henric Karlsson |

|  |           |                                          |
|  | Marcatori | 17’ A. Lahdo 67’ A. Lahdo 73’ P. Abraham |

Con il risultato di 3–0 in suo favore, l'Hammarby ha eliminato il Korsnäs e si è qualificato alla fase a gironi di Svenska Cupen 2025-26. La fase a gironi è stata disputata nella successiva stagione.

### UEFA Cnference League
Classificandosi al 2° posto nella precedente edizione della Allsvenskan, l'Hammarby ha ottenuto al qualificazione alla Conference League a partire dal secondo turno di qualificazione.

#### Qualificazioni

##### Secondo turno
Dal sorteggio, effettuato il 18 giugno 2025 presso la sede della UEFA a Nyon (Svizzera), l'Hammarby ha affrontato lo Charleroi (Belgio).

###### Risultati
| Stoccolma 24 luglio 2025, ore 19:00 CEST Secondo turno (andata) | Hammarby        | 0 – 0 referto | Charleroi | 3Arena (20 855 spett.)\| Arbitro: \| Mathieu Vernice \| |
| Arbitro:                                                        | Mathieu Vernice |               |           |                                                         |

| Arbitro: | Vitālijs Spasjoņņikovs |

|               |           |                               |
| N. Štulić 47’ | Marcatori | 21’ J. Erabi 120’ V. Eriksson |

Permanendo il risultato di parità (1–1) dopo la fine dei tempi regolamentari, sono stati necessari i tempi supplementari dai quali è uscito vincitore l'Hammarby, che in tal modo ha eliminato lo Charleroi e si è qualificato al terzo turno.

##### Terzo turno
Dal sorteggio, effettuato il 21 luglio 2025 presso la sede della UEFA a Nyon (Svizzera), l'Hammarby è stato accoppiato al Rosenborg (Norvegia).

###### Risultati
| Trondheim 7 agosto 2025, ore 18:00 CEST Terzo turno (andata) | Rosenborg    | 0 – 0 referto | Hammarby | Lerkendal Stadion (16 077 spett.)\| Arbitro: \| Zorbay Küçük \| |
| Arbitro:                                                     | Zorbay Küçük |               |          |                                                                 |

| Arbitro: | Vassilis Fotias |

|  |           |                  |
|  | Marcatori | 59’ D. Islamović |

Con il risultato aggregato di 1–0 in suo sfavore, l'Hammarby è stato eliminato dal Rosenborg al terzo turno preliminare di Conference League.

## Statistiche
Dati aggiornati al 17 agosto 2025.

### Statistiche di squadra
| Competizione        | Punti | In casa | In casa | In casa | In casa | In casa | In casa | In trasferta | In trasferta | In trasferta | In trasferta | In trasferta | In trasferta | Totale | Totale | Totale | Totale | Totale | Totale | DR  |
| Competizione        | Punti | G       | V       | N       | P       | Gf      | Gs      | G            | V            | N            | P            | Gf           | Gs           | G      | V      | N      | P      | Gf     | Gs     | DR  |
| ------------------- | ----- | ------- | ------- | ------- | ------- | ------- | ------- | ------------ | ------------ | ------------ | ------------ | ------------ | ------------ | ------ | ------ | ------ | ------ | ------ | ------ | --- |
| Allsvenskan         | 42    | 11      | 8       | 1       | 2       | 21      | 9       | 9            | 5            | 2            | 2            | 16           | 9            | 20     | 13     | 3      | 4      | 37     | 18     | +19 |
| Svenska Cupen 24-25 | 7     | 2       | 1       | 1       | 0       | 3       | 2       | 2            | 1            | 0            | 1            | 3            | 4            | 4      | 2      | 1      | 1      | 6      | 6      | 0   |
| Svenska Cupen 25-26 |       | 0       | 0       | 0       | 0       | 0       | 0       | 1            | 1            | 0            | 0            | 3            | 0            | 1      | 1      | 0      | 0      | 3      | 0      | +3  |
| Conference League   |       | 2       | 0       | 1       | 1       | 0       | 1       | 2            | 1            | 1            | 0            | 2            | 1            | 4      | 1      | 2      | 1      | 2      | 2      | 0   |
| Totale              |       | 15      | 9       | 3       | 3       | 24      | 12      | 14           | 8            | 3            | 3            | 24           | 14           | 29     | 17     | 6      | 5      | 48     | 26     | +22 |

### Andamento in campionato
| Giornata  | 1 | 2 | 3 | 4 | 5 | 6 | 7 | 8 | 9 | 10 | 11 | 12 | 13 | 14 | 15 | 16 | 17 | 18 | 19 | 20 | 21 | 22 | 23 | 24 | 25 | 26 | 27 | 28 | 29 | 30 |
| --------- | - | - | - | - | - | - | - | - | - | -- | -- | -- | -- | -- | -- | -- | -- | -- | -- | -- | -- | -- | -- | -- | -- | -- | -- | -- | -- | -- |
| Luogo     | C | T | C | T | C | T | T | C | C | T  | C  | T  | C  | C  | T  | C  | T  | C  | T  | C  |    |    |    |    |    |    |    |    |    |    |
| Risultato | V | V | V | P | V | N | V | N | V | N  | V  | V  | V  | V  | P  | V  | V  | P  | V  | P  |    |    |    |    |    |    |    |    |    |    |
| Posizione | 2 | 1 | 1 | 2 | 2 | 3 | 3 | 2 | 3 | 4  | 4  | 2  | 1  | 1  | 2  | 2  | 2  | 2  | 2  | 2  |    |    |    |    |    |    |    |    |    |    |

Legenda:

Luogo: C = Casa; T = Trasferta. Risultato: V = Vittoria; N = Pareggio; P = Sconfitta.

### Statistiche individuali
Nota: Per i dati riguardanti la Svenksa Cupen, vengono considerate le statistiche riguardanti l'edizione 2024-25 (conclusasi in questa stagione) e l'edizione 2025-26 (iniziata in questa stagione).

| Giocatore    | Allsvenskan | Allsvenskan | Allsvenskan | Allsvenskan | Svenska Cupen | Svenska Cupen | Svenska Cupen | Svenska Cupen | Conference League | Conference League | Conference League | Conference League | Totale   | Totale | Totale      | Totale     |
| Giocatore    | Presenze    | Reti        | Ammonizioni | Espulsioni  | Presenze      | Reti          | Ammonizioni   | Espulsioni    | Presenze          | Reti              | Ammonizioni       | Espulsioni        | Presenze | Reti   | Ammonizioni | Espulsioni |
| ------------ | ----------- | ----------- | ----------- | ----------- | ------------- | ------------- | ------------- | ------------- | ----------------- | ----------------- | ----------------- | ----------------- | -------- | ------ | ----------- | ---------- |
| P. Abraham   | 17          | 1           | 1           | 0           | 5             | 4             | 0             | 0             | 4                 | 0                 | 2                 | 0                 | 26       | 5      | 3           | 0          |
| F. Adjei     | 2           | 0           | 1           | 0           | -             | -             | -             | -             | 4                 | 0                 | 0                 | 0                 | 6        | 0      | 1           | 0          |
| A. Akimey    | -           | -           | -           | -           | 1             | 0             | 0             | 0             | -                 | -                 | -                 | -                 | 1        | 0      | 0           | 0          |
| N. Besara    | 20          | 11          | 2           | 0           | 4             | 0             | 1             | 0             | 4                 | 0                 | 0                 | 0                 | 28       | 11     | 3           | 0          |
| J. Erabi     | 17          | 4           | 1           | 0           | 5             | 1             | 1             | 0             | 4                 | 1                 | 0                 | 0                 | 26       | 6      | 2           | 0          |
| V. Eriksson  | 20          | 1           | 3           | 0           | 4             | 0             | 0             | 0             | 4                 | 1                 | 1                 | 0                 | 28       | 2      | 4           | 0          |
| I. Fofana    | 13          | 1           | 1           | 0           | 4             | 0             | 1             | 0             | 2                 | 0                 | 0                 | 0                 | 19       | 1      | 2           | 0          |
| W. Hahn      | 20          | -18         | 1           | 0           | 4             | -6            | 0             | 0             | 4                 | -2                | 0                 | 0                 | 28       | -26    | 1           | 0          |
| F. Jakobsson | -           | -           | -           | -           | 1             | 0             | 0             | 0             | -                 | -                 | -                 | -                 | 1        | 0      | 0           | 0          |
| O. Johansson | 5           | 0           | 0           | 0           | -             | -             | -             | -             | 4                 | 0                 | 0                 | 0                 | 9        | 0      | 0           | 0          |
| M. Kaboré    | 8           | 2           | 1           | 0           | 1             | 0             | 0             | 0             | 1                 | 0                 | 0                 | 0                 | 10       | 2      | 1           | 0          |
| J. Kanga     | -           | -           | -           | -           | 1             | 0             | 0             | 0             | -                 | -                 | -                 | -                 | 1        | 0      | 0           | 0          |
| J. Karlsson  | 8           | 0           | 0           | 0           | 4             | 0             | 0             | 0             | -                 | -                 | -                 | -                 | 12       | 0      | 0           | 0          |
| M. Karlsson  | 20          | 2           | 2           | 0           | 4             | 0             | 0             | 0             | 4                 | 0                 | 0                 | 0                 | 28       | 2      | 2           | 0          |
| A. Lahdo     | 5           | 0           | 0           | 0           | 4             | 2             | 0             | 0             | 2                 | 0                 | 0                 | 0                 | 11       | 2      | 0           | 0          |
| W. Lindberg  | 4           | 0           | 1           | 0           | -             | -             | -             | -             | -                 | -                 | -                 | -                 | 4        | 0      | 1           | 0          |
| M. Madjed    | 17          | 4           | 0           | 0           | 3             | 0             | 0             | 0             | 2                 | 0                 | 1                 | 0                 | 22       | 4      | 1           | 0          |
| J. Ortmark   | 7           | 0           | 0           | 0           | 1             | 0             | 0             | 0             | 1                 | 0                 | 0                 | 0                 | 9        | 0      | 0           | 0          |
| S. Pinas     | 18          | 2           | 4           | 0           | 3             | 0             | 1             | 0             | 4                 | 0                 | 2                 | 0                 | 25       | 2      | 7           | 0          |
| H. Skoglund  | 18          | 0           | 0           | 0           | 5             | 0             | 0             | 0             | 4                 | 0                 | 0                 | 0                 | 27       | 0      | 0           | 0          |
| S. Strand    | 14          | 2           | 1           | 0           | 4             | 0             | 0             | 0             | 2                 | 0                 | 1                 | 0                 | 20       | 2      | 2           | 0          |
| T. Tekie     | 18          | 0           | 4           | 0           | 3             | 0             | 0             | 0             | 3                 | 0                 | 0                 | 0                 | 24       | 0      | 4           | 0          |
| S. Tounekti  | 19          | 2           | 2           | 0           | 2             | 1             | 0             | 0             | 4                 | 0                 | 2                 | 0                 | 25       | 3      | 4           | 0          |
| W. Uhrström  | -           | -           | -           | -           | 2             | 0             | 0             | 0             | -                 | -                 | -                 | -                 | 2        | 0      | 0           | 0          |
| P. Vagić     | 17          | 0           | 3           | 0           | 4             | 0             | 0             | 0             | 2                 | 0                 | 1                 | 0                 | 23       | 0      | 4           | 0          |
| F. Winther   | 6           | 0           | 1           | 0           | 1             | 0             | 0             | 0             | 4                 | 0                 | 1                 | 0                 | 11       | 0      | 2           | 0          |
| A. Boudah    | 17          | 4           | 1           | 0           | 4             | 1             | 0             | 0             | -                 | -                 | -                 | -                 | 21       | 5      | 1           | 0          |